# Роккаку Йосіхару
Роккаку Йосіхару (1545 — 14 листопада 1612) — середньовічний японський державний та військовий діяч, даймьо періоду Сенґоку.

## Життєпис
Походив з самурайського роду Роккаку. Старший син даймьо Роккаку Йосікати. Народився у 15451 році. У 1559 році батько передав йому владу даймьо, проте продовжував впливати на політику. У 1560 році спільно з Роккаку Йосікатою виступив проти повсталого Адзаї Наґамаси, але зазнав поразки у битві біля Норади.
У 1563 році за наказом Йосіхару в замку Каннондзі було вбито могутнього васала Ґото Кататойо і його сина. Їхня загибель поклала початок конфлікту Роккаку з їхніми васалами (події відомі як смута Каннондзі). Коли стало відомо про загибель Кататойо, багато васалів негайно залишили замок Каннондзі разом з родинами й слугами, перейшовши на бік ворогів з роду Адзаї. Зіткнувшись з заколотом васалів, Роккаку Йосіхару втік з Каннондзі. У тому році Ґото Такахару, син Кататойо, захопив цю фортецю. 1564 року за посередництва Ґамо Садахіде, васала Роккаку Йосіхару, між даймьо і Ґото Такахару було укладено перемир'я. Роккаку повернулися в Каннондзі, а Такахару було визнано головним спадкоємцем земель і клану Ґото.
Цими заворушеннями вирішив скористатися Адзаї Нагамаса, що атакував землі роду Роккаку в південній частині провінції Омі. Але Йосіхару разом з батьком відбив цей напад. Боротьба з родом Адзаї не дозволила Роккаку Йосіхару втрутитися у події в Кіото, де клан Мійосі повалив сьогуна Асікаґа Йосітеру, узурпувавши владу. У 1568 році намагався чинити спротив війська Ода Нобунаги, втім, не дочекавшись обіцяної допомоги від Мійосі Йосіцугу, зазнав поразки. В результаті Нобунага зміг посадити в Кіото свого ставленика — сьогуна Асікаґа Йосіхіде.
У 1570 році стикнувся з вторгненням військ Ода Нобунаги, що розпочав підкорення провінції Омі. Керуючи військом разом з батьком взяв в облогу замок Тьокодзі, що обороняв Сібата Кацуіє. Самураї Роккаку знищили водопровід, який доставляв воду в замок. Втім раптовим ударом Сібата завдав нищівної поразки Роккаку. Слідом за цим сили Йосіхару почали швидко зменшуватися, його батько потрапив у полон. Останньою спробою змінити ситуацію була битваза замок Намадзуе, але Роккаку Йосіхару зазнав нової поразки від Сібата Кацуіє. Завершив ліквідацію володінь Роккаку на чолі війська Ода Нобунага.
Йосіхару втік до провінції Кай під заступництво буддистського монастиря Ерін. Згодом перейшов на службу до Тойотомі Хідейосі. У 1610-х роках служив вчителям зі стрільби з лука Тойотомі Хідецугу. Помер у 1612 році.

## Правова діяльність
У 1567 році склав «Роккаку-сі сікімоку», що складається з короткої преамбули, основного тексту (67 статей), клятв васалів (з 5 статей) і даймьо (з 3 статей). Повинен був регулювати стосунки між даймьо і васалами, їх права. В основу була покладена судова практика і окремі укази роду Роккаку, а також юридична традиція. При цьому в низці випадків не заперечувалися звичаєво-правові норми різних областей провінції Омі. Встановлено судову колегії з 20 осіб на кшталт вищого суду, визначалося коло судових посередників (ґосата содзя), що мали право доповідати даймьо про позови і скарги. Крім того, правові норми стосувалися торговців та верхівці селянських общин — мьосю, сатанін.